# Manon Kahle

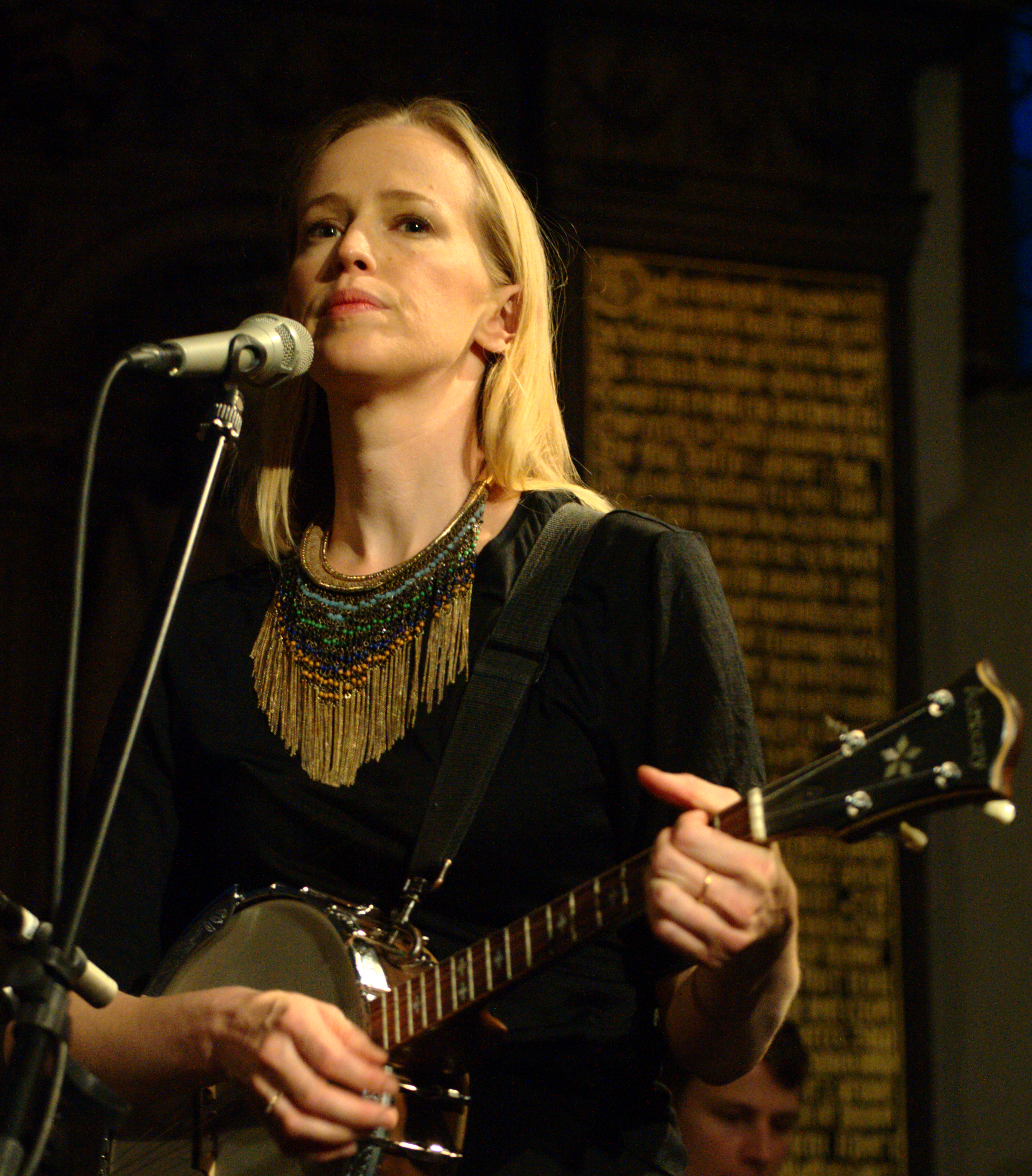
Manon Kahle bei einem Konzert der Band "Yellow Bird" in der Stadtkirche Darmstadt am 9. September 2018

Manon Kahle (* 10. August 1980 in Putney, Vermont) ist eine in Deutschland lebende US-amerikanische Schauspielerin und Illustratorin.

## Leben und Karriere
Manon Kahle, wurde im Neuenglandstaat Vermont geboren. Sie studierte Schauspiel und Französisch in Massachusetts, New York und Paris. Ihren Bachelor of Arts in Theater erlangte sie 2002 am Smith College in Massachusetts. Anschließend nahm sie privaten Schauspiel-, Tanz- und Gesangsunterricht. 
Kahle ist fast ausschließlich in deutschsprachigen Fernsehproduktionen zu sehen. 
Manon Kahle ist Mitglied der Country- und Folklore-Band Yellow Bird.
Sie betätigt sich auch als Illustratorin.  Zusammen mit Klaus Herlitz als Autor gestaltete Manon Kahle das Kinderbuch Die Buddy Bären und der schneeweiße Elefant.
Manon Kahle hat seit 2003 ihren Hauptwohnsitz in Berlin.

## Filmografie (Auswahl)
- 2006: Fünf Sterne
- 2006: Verliebt in Berlin (Telenovela, Episodenrolle)
- 2007: Schloss Einstein (Fernsehserie, Episodenrolle)
- 2007: Wrong Number
- 2008: Liebesgruß an einen Engel
- 2009: Must Love Death
- 2009: SOKO Wien (Fernsehserie, Episodenrolle)
- 2010: Ich trag dich bis ans Ende der Welt
- 2011: Deadend McPomm
- 2012: Mann kann, Frau erst recht
- 2013: The Forbidden Girl
- 2015: Thank You for Bombing